# إدوارد مورتيمر
إدوارد مورتيمر هو قاضي وسياسي كندي، ولد في 1768، وتوفي في 10 أكتوبر 1819. انتخب عضو مجلس نواب نوفا سكوتيا.